# Hatysa
Hatysa (Jota Orionis, ι Ori) – jedna z jaśniejszych gwiazd w gwiazdozbiorze Oriona (obserwowana wielkość gwiazdowa: 2,25m). Odległa od Słońca o około 2330 lat świetlnych.

## Nazwa
Gwiazda ma nazwę własną Hatysa, która pojawia się w atlasie Bečvářa. Arabska nazwa tej gwiazdy ‏نير السيف‎ Nair as-Saif oznacza „jasną w mieczu”, gdyż jest ona najjaśniejszą gwiazdą miecza Oriona, położoną na jego czubku. Międzynarodowa Unia Astronomiczna w 2017 roku formalnie zatwierdziła użycie nazwy Hatysa dla określenia najjaśniejszego składnika (ι Ori Aa) tej gwiazdy.

## Właściwości fizyczne
Jota Orionis jest gwiazdą wielokrotną. Jasna, widoczna gołym okiem gwiazda to w rzeczywistości gwiazda spektroskopowo podwójna. Jego główny składnik, Jota Orionis Aa to błękitny olbrzym należący do typu widmowego O9, gwiazda ta ma towarzyszkę typu B1, będącą także olbrzymem lub podolbrzymem, o około dwukrotnie mniejszej masie. Składniki okrążają wspólny środek masy w okresie 29,1138 d (29 d 2 h 44 min) po orbitach o dużym mimośrodzie (0,764). Te jasne, gorące gwiazdy (składnik Aa ma temperaturę 31 500 K) emitują silny wiatr gwiazdowy. Zderzenie wiatrów tych składników tworzy promieniowanie rentgenowskie.
Składniki tej gwiazdy okazują się mieć różny wiek: słabsza gwiazda ma ponad 9 milionów lat i jest około dwukrotnie starsza od jaśniejszej. Ekscentryczna orbita gwiazd wskazuje, że wymiana masy między składnikami, która mogłaby zakłócić oceny wieku, nie jest prawdopodobna. To wskazuje, że gwiazdy te nie powstały jako obserwowany układ podwójny. Prześledzenie ruchów własnych gwiazd uciekających wskazuje że dwie z nich, Mi Columbae i AE Aurigae, 2,5 miliona lat temu musiały znajdować się w przestrzeni blisko Jota Orionis. Układ Jota Orionis mógł powstać w wyniku wymiany partnerów między dwoma gwiazdami podwójnymi – AE Aurigae byłaby wówczas odrzuconą partnerką Jota Orionis Aa, zaś Mi Columbae tworzyłaby dawniej parę z Jota Orionis Ab.
Jota Orionis A ma dwie towarzyszki, oznaczone jako składniki B i C. Pierwszy z nich, odległy o 11,6″ (pomiar z 2012 roku) to błękitny olbrzym typu B8, siódmej wielkości gwiazdowej. Przy założeniu, że jest związany z Hatysą, okrąża centralną parę w czasie co najmniej 75 tysięcy lat w odległości 4400 au. Składnik C to gwiazda typu A0 o wielkości 9,8m, oddalona o 49,4″ od składnika A (i niewiele mniej od składnika B). Jeżeli byłaby ona związana z Jota Orionis A, to musiałaby obiegać ją w czasie co najmniej 700 tysięcy lat, w odległości nie mniejszej niż 20 000 au.